# Jakob Bruderer (Politiker, 1890)
Jakob Bruderer (* 2. Juli 1890 in Speicher; † 6. Februar 1966 in Teufen; heimatberechtigt in Speicher) war ein Schweizer Bautechniker, Kantonsrat, Regierungsrat und Nationalrat aus dem Kanton Appenzell Ausserrhoden.

## Leben
Jakob Bruderer war ein Sohn von Johann Jacob Bruderer, Landwirt, später Bauunternehmer. Im Jahr 1914 heiratete er Nelly Rohner, Tochter von Otto Rohner, Wirt und Weinhändler.
Er besuchte die Baufachschule in Stuttgart und absolvierte eine Weiterbildung in St. Gallen und Italien. Er erwarb das Diplom als Bautechniker. Im Jahr 1922 gründete er ein Baugeschäft in Teufen.
Von 1920 bis 1939 war er freisinniger Gemeinderat in Teufen. In Ausserrhoden amtierte er von 1929 bis 1943 als Kantonsrat. Er leitete von 1943 bis 1956 als Regierungsrat die Finanz- und Assekuranzdirektion. Von 1948 bis 1951 und 1954 bis 1956 hatte er das Amt des Landammanns inne. Von 1951 bis 1954 sass er im Nationalrat.
Er war Präsident des kantonalen Baumeisterverbands und Mitglied des Zentralvorstands des Schweizerischen Baumeisterverbands. Von 1944 bis 1966 sass er im Verwaltungsrat der Säntis-Schwebebahn und präsidierte ihn von 1953 bis 1960. Von 1951 bis 1960 war er im Verwaltungsrat der St. Gallisch-Appenzellischen Kraftwerke. Ab 1946 bis 1959 war er Mitglied der Kantonalbankverwaltung.